# Gravatar
Gravatar (від англ. globally recognized avatar — аватар, що глобально розпізнається) — вебсервіс, що дозволяє користувачам мережі інтернет єдиноразово зберегти свій аватар на спеціальному сервері і потім використовувати його на ресурсах, що підтримують сервіс «Gravatar», не роблячи для цього жодних маніпуляцій (ключовою є адреса електронної пошти). Користувач реєструється на центральному сервері і зберігає там свій аватар та адресу електронної пошти. Коли він залишає коментар на сайті або блозі, що підтримує «Gravatar», і вказує свою адресу електронної пошти, на боці сайта обчислюється MD5-хеш від поштової адреси і відправляється на сервер Gravatar, у відповідь повертається аватар користувача. Таким чином система Gravatar дозволяє використовувати аватари без реєстрації на сайті.